# روضة ذات الحماط
روضة ذات الحماط بالفتح في نواحي المدينة المنورة. وذات الحماط هي من أودية العقيق. أنشد الزبير بن بكار لبعض المدنيين: